# Peces limpiadores

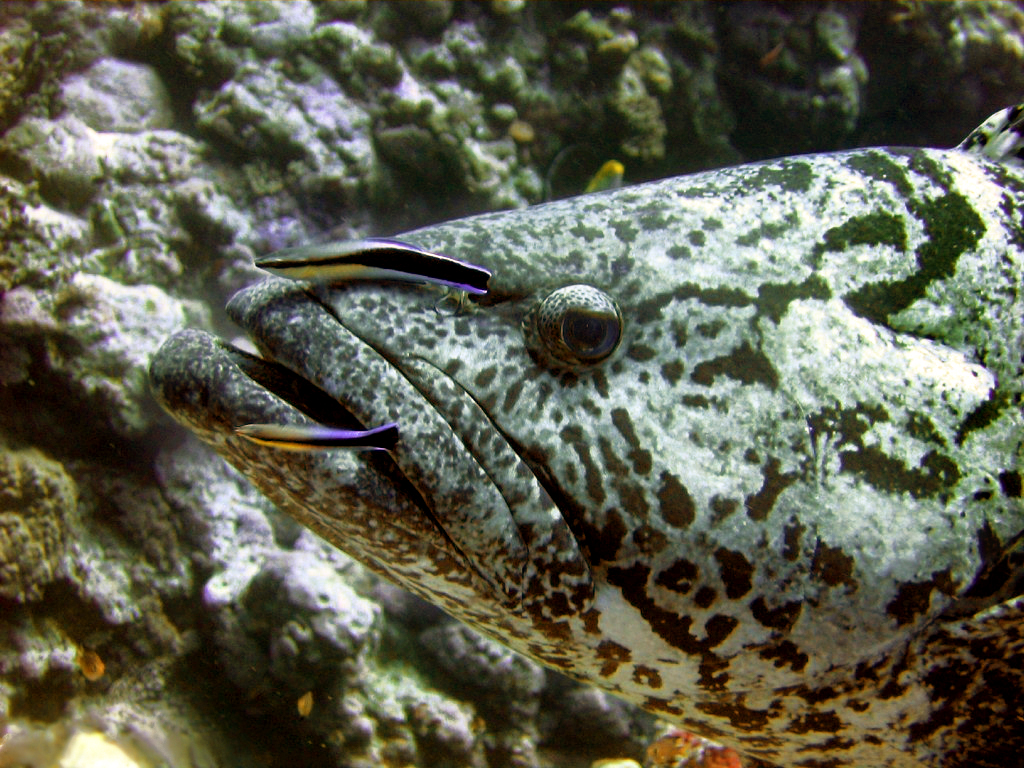
Dos Labridae Labroides dimidiatus limpiando la piel de un Epinephelus tukula

Los peces limpiadores son peces que establecen una relación de mutualismo con otros peces de mayores dimensiones (como la Manta birostris) en la que los peces limpiadores desparasitan y limpian el cuerpo de los segundos (denominados clientes) de crustáceos, mucus y tejido muerto o enfermo de la piel. Los peces limpiadores se alimentan de esos restos y los clientes se mantienen limpios de parásitos que los puedan llegar a enfermar.
Hay gran variedad de peces que presentan este comportamiento y se presentan en todo tipo de salinidad. Como ejemplo podemos encontrar los Labridae, Cichlidae, Siluriformes y Gobiidae.
Se suelen encontrar en arrecifes y ejercen su labor en lugares concretos, de forma que los clientes conocen cuáles son los lugares de limpieza. En esas zonas los clientes no atacan a los limpiadores, conscientes del beneficio que obtienen de estos.